# Тигарден, Эйми
Эйми Тигарден (англ. Aimee Teegarden; род. 10 октября 1989) — американская актриса и модель. Наиболее известна по роли Джулии Тейлор в сериале «Огни ночной пятницы» и Дженни Рэнделл в хорроре «Крик 4».

## Биография
Тигарден родилась в Дауни, Калифорния. Была членом масонской молодёжной организации «Дочери Иовы» в Дауни. 24 августа 2007 года, на конкурсе «Мисс юная Америка 2007» Тигарден задала финалистке Кейтлин Аптон вопрос, почему каждый пятый американец не может отметить свою страну на карте. В результате она получила бессвязный и бессмысленный ответ, ставший лидером просмотров на YouTube. 19 июня 2008 года в Анахайме, Калифорния была награждена знаком почётного члена канзасской молодёжной организации «DeMolay International».
Тигарден является моделью таких компаний, как «Old Navy», «Tommy Hilfiger», «Alltel», «Hollister» и «YMI jeans». Она появилась в эпизодах сериалов «Детектив Раш», «Руководство школы Неда по выживанию» и «Ханна Монтана». Была приглашённой актрисой в сериале «Легенда об Искателе». С 2006 по 2011 год Тигарден исполняет роль Джулии Тейлор в телесериале «Огни ночной пятницы». Также, она снялась в 3 эпизодах «90210», в роли Ронды, и в клипе группы «Hinder» на песню «Without You».В 2014 она играет главную роль в сериале «Несчастные».

## Фильмография
| Год  | Название                           | Роль             | Примечание             |
| ---- | ---------------------------------- | ---------------- | ---------------------- |
| 2004 | Парусник на Мадагаскар             | Бетти Уорен      | Короткометражный фильм |
| 2009 | Продаётся владельцем               | Элеонор Дэр      |                        |
| 2009 | Прекрасный возраст для рок-н-ролла | Энни Генсон      |                        |
| 2009 | Зов предков                        | Трейси           |                        |
| 2010 | Красивая волна                     | Николь Дэвенпорт |                        |
| 2011 | Крик 4                             | Дженни Рэндолл   |                        |
| 2011 | Выпускной                          | Нова Прескотт    |                        |
| 2013 | Молодые сердца                     | Джейн            |                        |
| 2017 | Звонки                             | Скай Джонстон    |                        |

| Год  | Название                            | Роль           | Примечание                                                                   |
| ---- | ----------------------------------- | -------------- | ---------------------------------------------------------------------------- |
| 2003 | Детектив Раш                        | Тина Бейс      | Эпизод: «Набожные люди»                                                      |
| 2006 | Ханна Монтана                       | Мелисса        | Эпизод: «Ты такая глупая, ты наверно думаешь, что все дело в прыще»          |
| 2006 | Огни ночной пятницы                 | Джулия Тейлор  | 2006-2011                                                                    |
| 2007 | Руководство школы Неда по выживанию | Девушка        | Эпизод: «Парни и девушки»                                                    |
| 2009 | 90210:Новое Поколение               | Ронда Кимбл    | Эпизоды: «Жизнь — это гонка!», «Песня разбитых сердец», «Спаси меня, Ронда!» |
| 2009 | C.S.I.: Место преступления Майами   | Брианна Фейбер | Эпизод: «Вечеринка в честь развода»                                          |
| 2009 | Легенда об Искателе                 | Аннабелль      | Эпизод: «Тронутые»                                                           |
| 2010 | C.S.I.: Место преступления          | Молли Синклейр | Эпизод: «Конец света»                                                        |
| 2014 | Несчастные                          | Эмери Уайтхилл | Главная роль                                                                 |
| 2016 | Дурная слава                        | Элла Бенджамин | Регулярная роль                                                              |